# Borbély László (festő)
Borbély László (Rábatöttös, 1939. január 20.–) festő, művészettörténész.

## Életútja
Az Egri Tanárképző Főiskolán tanult, ahol mesterei Jakuba János és Basilides Sándor voltak. 1966 és 1970 között az Eötvös Loránd Tudományegyetem Bölcsészettudományi Karának művészettörténet szakára járt. Emellett rajztanárként dolgozott 1970-ig. 1971-től a Magyar Nemzeti Galériában dolgozott. Pogány Ö. Gábor felkérésére egy éven keresztül Bortnyik Sándor festőművész munkásságát tanulmányozta a művész Nagymező utcai műtermében. Munkakapcsolatuk az együtt töltött idő során családi barátsággá alakult. Dr. Borsos Mihály így méltatta a munkásságát bemutató 2014-es kiállítás alkalmából megjelent könyvben: "tudósként többek között Bortnyik Sándor festőművész nemzetközileg nagyrabecsült életművének legelismertebb szakértője, fergeteges sikerű kiállítások rendezője itthon és külföldön egyaránt". Nevéhez számtalan kiadvány is fűződik.
A Nemzeti Galériából tudományos főmunkatársként ment nyugdíjba 2004-ben. Nyugdíjas művészettörténészként tíz éven át rendezte a NESZ Mesterségek ünnepe nyitó kiállítását a Nemzeti Galériában.
Olaj- és pasztellképeinek témáját várak, templomok, városrészek adják. "A veduta-képalkotás, a városképi festészet nagymestere" (Borsos Mihály). Egyedi, törésvonalakat alkalmazó stílusát Pogány Ö. Gábor wernigerodizmusnak nevezte el.
Fia Borbély László zongoraművész, felesége Borbély-Ragány Gyöngyvér tanár.

## Egyéni kiállítások
- 1968 • Ifjú Gárda Művelődési Ház, Budapest
- 1969 • Ferencvárosi Pincetárlat, Budapest
- 1974 • Csepel Galéria, Budapest
- 1975 • Népház, Tatabánya • NDK Kulturális és Tájékoztató Központ • Hanság Múzeum, Mosonmagyaróvár
- 1977 • Műhely, Magyar Nemzeti Galéria, Budapest
- 1978 • Festőterem, Sopron • Horváth E. Galéria, Balassagyarmat • Művelődési Központ, Mezőkövesd
- 1979 • Szentesi Galéria, Szentes
- 1981 • Arany János Múzeum, Nagykőrös
- 1983 • Járási Kórház, Kiskunfélegyháza
- 1984 • Urbanisztikai Társaság, Budapest
- 1985 • Gronau (NSZK)
- 1986 • Paál Terem, Budapest
- 1997 • Sissy Galéria, Budapest
- 1998 • Contact Point Hungary Buczkó Györggyel, Brüsszel
- 1999 • Sziget Galéria, Budapest (kat.).
- 2014 • Art Salon Társalgó Galéria, Budapest
- 2016 • Meszlényi Zoltán Közösségi Ház, Budapest
- 2018 • Rákosszentmihály, római katolikus Plébánia

## Köztéri művei
Borsod-Abaúj-Zemplén megyei Múzeum • Fővárosi Képtár, Budapest • Magyar Nemzeti Galéria, Budapest.

## Kötetei
- Városi gyűjtemény. Kiállítás. Miskolci Képtár, 1971; összeáll., bev. Borbély László; Borsod Megyei Nyomda, Miskolc, 1971
- Bortnyik; Corvina, Bp., 1971 (A művészet kiskönyvtára)
- Eszter Menyhárd. 1938-1972. Budapest, Magyar Nemzeti Galéria, 1974. április; összeáll., bev. Borbély László; Fővárosi Nyomda, Bp., 1974
- Bortnyik Sándor emlékkiállítása. Budapest, Magyar Nemzeti Galéria, 1977. március–június; összeáll. Borbély László; Magyar Nemzeti Galéria, Bp., 1977
- A két világháború közötti művészet a Magyar Nemzeti Galériában; Képzőművészeti Alap, Bp., 1981 (Az én múzeumom)
- Id. és ifj. Nádasdy. Savoyai-kastély Ráckeve, 1983. október; szerk. Borbély László; MNG, Bp., 1983
- Molnár József; Molnár József, Bp., 2005
- Weininger Andor (1899-1986) korai képei. Kiállítás 2005. január 22–március 4.; tan. Borbély László; Belvedere Szalon, Bp., 2005
- Borbély László - Mezei Ottó: Litkey, Litkey György Alapítvány, Bp., 2011